# АК Хорсенс
Алиансе Клуб Хо̀рсенс (на датски: Alliance Club Horsens) е датски футболен клуб от град Хорсенс.
За първи път се класира да играе в Датската суперлига през 1994/95. Тимът играе домакинските си мачове на стадион „КАСА Арена Хорсенс“, който е с капацитет от 10 400 места. Основан е през 1994 г. като суперструктура на „Хорсенс фС“ и след сливането на 2 други датски отбора.

## Успехи
Датски шампионат:
- 3-то място (1): 1967 (като „Хорсенс фС“)

Купа на Дания:
- Финалист (1): 2011 – 2012